# マルティン・アロンソ・ピンソン

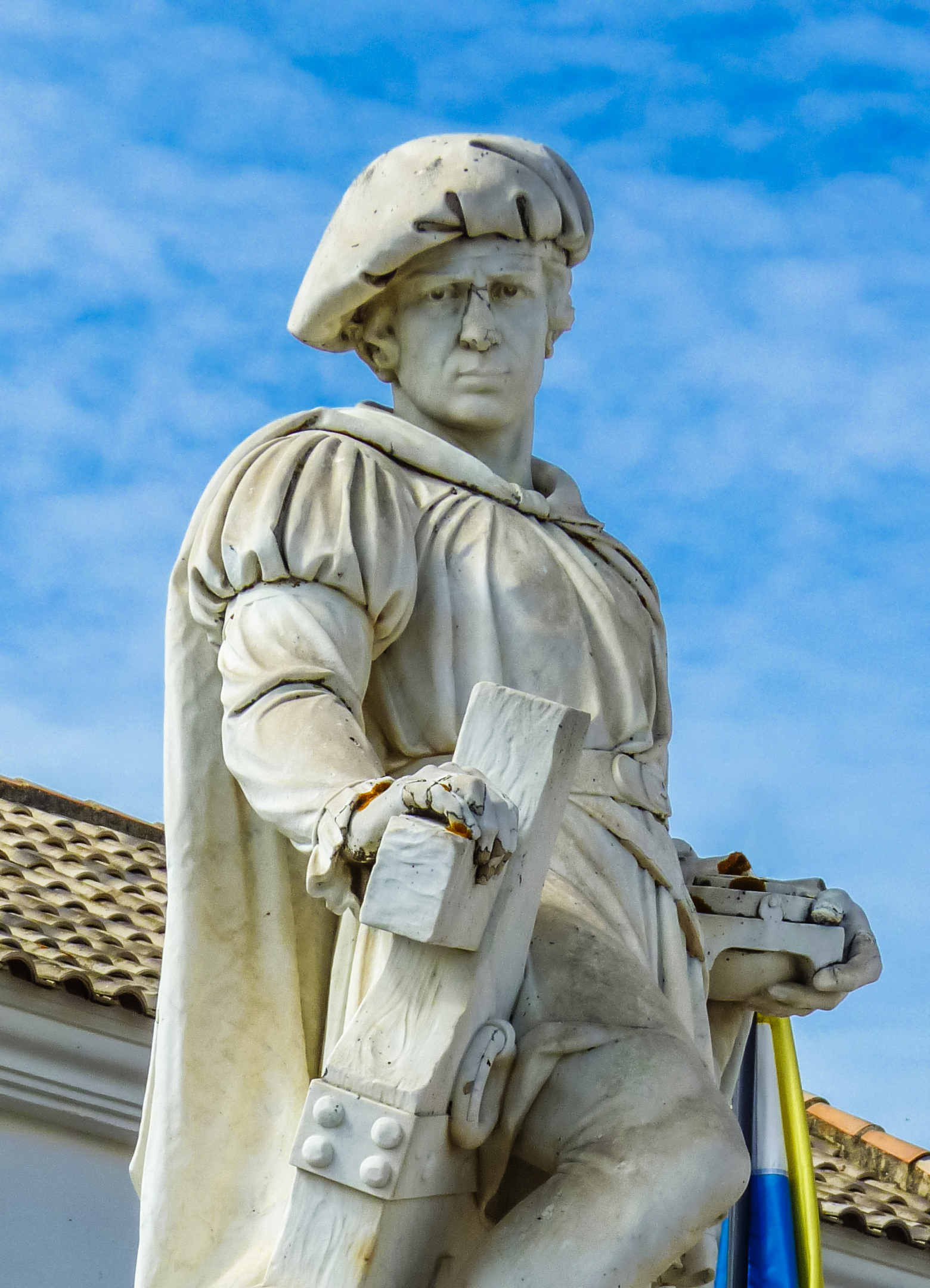
マルティン・アロンソ・ピンソン

マルティン・アロンソ・ピンソン（Martín Alonso Pinzón, 1441年頃 - 1493年11月）はスペインの航海者であり探検家。1492年、クリストファー・コロンブスによる新大陸に向けた最初の航海において、ピンタ号の船長として航海に同行するとともに多大な貢献を果たした。
ピンソンはスペインの船主一家の元に生まれ、弟にフランシスコ・マルティンとビセンテ・ヤーニェスの2人がいる。コロンブスの航海においては、ニーニャ号、ピンタ号の共同所有者として船を提供したばかりでなく、3人ともが船団の要職として関わった。

## 新大陸への航海
コロンブスは、カスティーリャのイサベル女王からの援助を得たが、それのみでは航海にはまるで充分ではなかったため、多くの援助を求めることになったが、特に船員については、それが未知の大陸への航海という全く先行き不透明なものであったため、集めることができずに困窮した状態にあった。当時パロスにおいて事業を営んでいたピンソン兄弟はコロンブスに全面的に協力し、船員など、航海に必要な多くの物を提供した。
1492年8月3日に王領パロス港を出港し、10月に入る頃になると船団は迷走といっていい状態となったが、10月7日、ピンソンはコロンブスに進路の変更を提案して船団の進路を変え、結果的に同月12日にバハマ沖にて、コロンブスによりサン・サルバドル島と名付けられることとなる島を発見した。
アメリカへの航海において、ピンソンはしばしばコロンブスの命令に背くことがあり、同年11月21日にはキューバにてピンタ号とともにコロンブスの船団と別れ、独自の発見を目的とした探索行を始めた。翌1493年1月6日には再びコロンブスと合流し、ともにスペインへの帰途に着いた。この帰路においても、ピンソンは独走し、コロンブスより早くスペインに帰還し新大陸「発見」の第一人者になろうと試みたが、これらの不誠実な行為によって、帰国後にコロンブスから裁判で訴えられることとなった。
帰国後間もない1493年11月、この航海によって感染した梅毒によって死去した。

## 評価
ピンソンはコロンブスよりはるかに熟達した船乗りであり、後にスペイン王室より「海の提督（Admiral of the Seas）」の称号を授与されている。今日において、この航海における新大陸の「発見者」としてコロンブスのみが歴史にその名を大書されて残されているが、その実現には航海術や操舵技術などにおけるピンソン兄弟の広範な経験と知識が大きく貢献したのである。
実態として、ピンソンらがこの航海において果たした貢献については、有名すぎるコロンブスの神話の影に隠れ、過小評価どころかそもそも見落とされがちあるという点は否定できない。マルティン・アロンソ・ピンソンとその弟たちは、パロスの船乗り同様、西にある未知の大陸の伝説にこの航海以前から聞き慣れ親しんでいた、という点についてもアメリカを「発見」したこの航海の成功要因のひとつとして見逃されるべきではない事実である。
他方では、バハマ諸島においてコロンブスらと一時別れたピンソンが東に向けて航海していることから、プエルトリコを最初に「発見」したのはピンソンであると唱える学者もいる。